# Jorōgumo

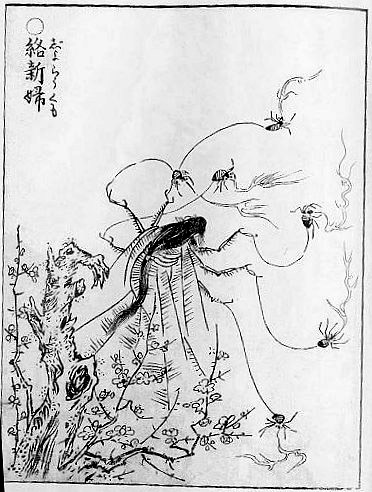
Una Jorōgumo dall'Gazu Hyakki Yagyō di Toriyama Sekien

La Jorōgumo (絡新婦?) è uno Yōkai dall'aspetto di una donna-ragno capace di governare dei piccoli ragni sputafuoco.

## Leggende
Negli scritti del Periodo Edo, come il Taihei-Hyakumonogatari (太平百物語?) o il Tonoigusa (宿直草?), si ritiene che ci siano degli "jorogumo" camuffati da donne.
Si dice che alle cascate di Jōren di Izu, nella Prefettura di Shizuoka, viva una jorōgumo padrona della zona. Le storie locali raccontano di un uomo che, avvicinandosi alla corrente per dissetarsi, venne attacco dallo Yōkai e riuscì a salvarsi solo lanciando un tronco tra le zampe della bestia, che si ritirò con questo tra flutti.
Da allora nessuno osò avvicinarsi alle cascate, finché un giorno un boscaiolo in cerca della sua ascia preferita si avventurò nel luogo. Lo strumento gli venne restituito da una bellissima donna sconosciuta che gli fece promettere di non rivelare mai quello che aveva visto lì. Il boscaiolo mantenne inizialmente la promessa, finché una sera a un banchetto si ubriacò e raccontò tutto. Quindi andò a dormire per non svegliarsi mai più. In altre versioni, venne trascinato fuori dal suo letto da una corda invisibile per essere impiccato alle cascate.
In un'altra versione ancora, il boscaiolo si innamorò perdutamente della donna delle cascate e tornò a trovarla ogni giorno, ma a ogni incontro si indeboliva sempre di più. L'oshō del villaggio, temendo per la sicurezza dell'uomo, lo seguì di nascosto, per poi palesarsi urlando una preghiera contro la donna. Questa rivelò la sua vera forma e fuggì in acqua, ma il boscaiolo rimase fedele ai suoi sentimenti e, dopo essersi visto rifiutato il permesso di sposare la Jorōgumo dal tengu della montagna, si tuffò nella cascata per non riemergere mai più.
Esistono leggende simili in tutto il Giappone, in particolare a Sendai, dove un sopravvissuto a un incontro con una Jorōgumo udì "bravo, bravo" ("kashikoi, kashikoi") mentre fuggiva. 